# Le Passeur (prix littéraire)
Pour les articles homonymes, voir Le Passeur (homonymie).
Le Passeur est un prix littéraire québécois remis annuellement afin de souligner l'excellence d'une œuvre littéraire auto-éditée.
L'œuvre gagnante est sélectionnée par un jury constitué de pairs écrivains ou acteurs de la scène littéraire québécoise. Le prix est géré et remis par la Fédération québécoise du loisir littéraire,,,.
Le prix est créé en 2013.

## Lauréats
- 2013-2014 : Claude Drouin, Passerelle Ouest [1]
- 2014-2015 : Joseph Allen Prince, Toussaint Louverture, anthologie poétique[1]
- 2015-2016 : Suzie Pelletier, Le Pays de la terre perdue (tome 5), ex aequo avec Sylvie Roberge, Yang, l'initiation[1]
- 2016-2017 : Jason Roy, Nos regards traîtres, recueil de nouvelles[1],[6]
- 2017-2018 : Sylvie Chenard, Les Écrits de la baleine (1998-2015), ex aequo avec Joanne Lécuyer, Les poches pleines d'arcs-en-ciel [7]